# Micro-région de Tét

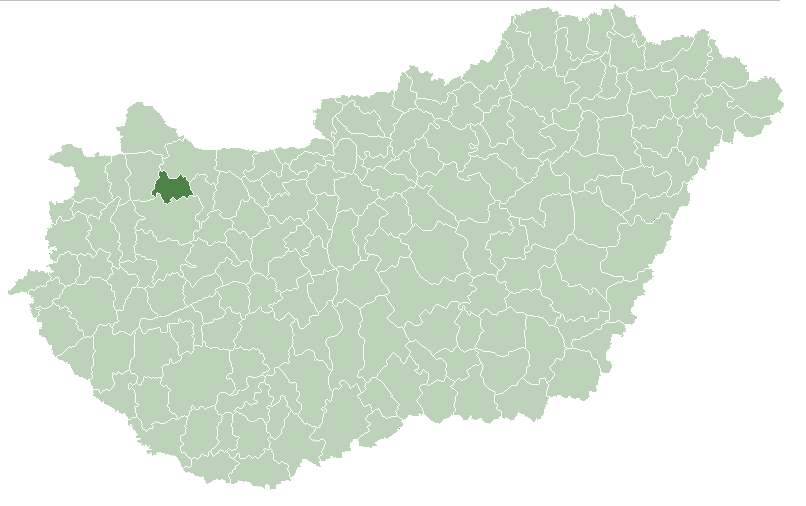
Micro-région de Tét en Hongrie en 2008.

La micro-région de Tét (en hongrois : téti kistérség) est une micro-région statistique hongroise rassemblant plusieurs localités autour de Tét.